# Атика (Охајо)
Атика (енгл. Attica) град је у америчкој савезној држави Охајо.

## Демографија
По попису из 2010. године број становника је 899, што је 56 (-5,9%) становника мање него 2000. године.
| Група             | 2000.       | 2010.       |
| Белци             | 943 (98,7%) | 861 (95,8%) |
| Афроамериканци    | 0 (0,0%)    | 7 (0,8%)    |
| Азијати           | 0 (0,0%)    | 0 (0,0%)    |
| Хиспаноамериканци | 4 (0,4%)    | 12 (1,3%)   |
| Укупно            | 955         | 899         |